# عینیت در روزنامه‌نگاری
بی‌طرفی در روزنامه‌نگاری یک اندیشهٔ مهم مطابق بحث حرفه‌ای روزنامه‌نگاری است. بی‌طرفی در روزنامه‌نگاری به انصاف، بی‌غرض بودن، واقع گرایی و بی‌طرفی برمی‌گردد اما به ندرت همهٔ این کیفیت‌ها را شامل می‌شود. از زمان اولین استنتاج به عنوان یک تمرین در قرن هجدهم، تعداد زیادی مقالهٔ انتقادی و جایگزین اندیشه‌های آن زمان به وجود آمده که باعث تقویت بحث پویا و در حال پیشرفت دربارهٔ ماهیت ایدئال روزنامه‌نگاری شده‌است.
بیشتر روزنامه‌ها و ایستگاه‌های تلویزیونی برای مصالح خود وابسته به آژانس‌های خبری هستند و هرکدام از این چهار آژانس بزرگ جهانی یعنی خبرگزاری فرانسه، آسوشیتد پرس، رویترز و افه شروع به کار کرده و بر اساس فلسفهٔ ابتدایی تهیهٔ اخبار بی‌طرف منحصر بفرد اداره می‌شوند تا بتوانند همهٔ مجلات و روزنامه‌ها را تأمین کنند. همین است که آن‌ها خبرهای جداگانه‌ای برای روزنامه‌های آزادی‌خواه و محافظه کار تهیه نمی‌کنند. روزنامه‌نگار Jonathan Fenby این اندیشه را شرح داده‌است:
برای به دست آوردن چنین مقبولیت گسترده‌ای، آژانس‌ها از جانبداری آشکار خودداری می‌کنند. اطلاعات صحیح قابل شرح، سهام آن‌ها در بازرگانی و تجارت است. به شکل سنتی، آن‌ها در یک سطح پایینی از مسوولیت گزارش را ارائه می‌دهند و اطلاعات را به یک سخنران، انتشارات یا منابع نسبت می‌دهند. آن‌ها از قضاوت و حمایت واضح از تردید و ابهام خودداری می‌کنند؛ بنابراین بنیان‌گذاران این آژانس‌ها از کلمه استفاده نمی‌کنند، بی‌طرفی در واقع یک پایهٔ فلسفی برای سرمایه‌گذاری آن‌ها است یا در غیر اینصورت مقبولیت گسترده و نادر را از دست می‌دهند.

## هدف
هدف بی‌طرفی در روزنامه‌نگاری کمک به مخاطبان برای داشتن نظر شخصی دربارهٔ یک موضوع است؛ یعنی حقایق را ارائه کرده و به مخاطبان این امکان را می‌دهد که تفسیر خودشان را داشته باشند. برای بی‌طرف ماندن در روزنامه‌نگاری، روزنامه‌نگاران باید حقایق را چه دوست داشته باشند یا نه و چه موافق باشند یا نه بیان کنند. گزارش بی‌طرف می‌خواهد موضوعات و وقایع را بدون جانبداری و تبعیض و علی‌رغم نظر نویسندگان و باورهای شخصی، به تصویر بکشد.

## تاریخچه
وضع نامطلوب روزنامه‌نگاری جنجالی سبب شد که در ایالات متحده آمریکا علیه آن مخالفتهایی برانگیخته شوند. به طوری که در دوره پس از جنگ جهانی اول، «والتر لیپمن» روزنامه‌نگار و متفکر مشهور آن کشور، به دنبال یک تجزیه و تحلیل علمی در مورد مندرجات مطبوعات، از عملکرد منفی روزنامه‌های آمریکایی در گزارش رویدادهای جنگ مذکور و انقلاب بلشویک روسیه، به شدت انتقاد کرد. او مخصوصاً جهت‌گیری‌های شخصی و مغرضانه برخی از خبرنگاران روزنامه «نیویورک تایمز» در این باره را یادآور شد و برای جلوگیری از تکرار آنها، بر ضرورت دگرگونی روزنامه‌نگاری ذهنی گرای موجود و توجه به یک شیوه «روزنامه‌نگاری عینی» تأکید گذاشت. در همین دوره، وی در کتاب معروف خود به نام «افکار عمومی» که در سال ۱۹۲۲ انتشار یافت، نیز برای مقابله با روزنامه‌نگاری جنجالی و ذهنی‌گرا و حمایت از روزنامه‌نگاری واقعیت جو و عینی گرا، از تأثیر نامناسب «قالب‌های ذهنی» خبرنگاران در ارائه گزارش‌های خبری، نکوهش کرد. او در این کتاب، به تعریف «روزنامه‌نگاری عینی» طرف توجه خویش پرداخت و با تأکید بر لزوم جدایی بین ذهنیت فردی خبرنگار و عینیت واقعه یا مسئله مورد گزارش، تأثیر ندادن احساسات و تمایلات شخصی و رعایت بی‌طرفی کامل در کسب و انتشار اخبار را، از اصول اساسی روزنامه‌نگاری مذکور، معرفی نمود.
گردانندگان «انجمن آمریکایی سردبیران روزنامه‌ها» هم به موازات کوشش‌های «والتر لیپمن» برای پشتیبانی از «روزنامه‌نگاری عینی» در سال ۱۹۲۳ به تدوین اصول اخلاقی و شرافتی حرفه روزنامه‌نگاری، دست زدند. به موجب این اصول، حقیقت‌جویی و صحت‌گرایی و استقلال و بی‌طرفی و همچنین احترام به حیثیت فردی و نیز احساس مسئولیت دربرابر مصالح عمومی، از مهم‌ترین مبانی حرفه ای روزنامه‌نگاری شناخته شدند.
از آن پس، برای جبران آثار منفی روزنامه‌نگاری جنجالی، به معرفی روزنامه‌نگاری آمریکایی در قالب اصول عینی‌گرایی و بر مبنای یک شیوه خاص حرفه ای، همراه با یک دیدگاه ویژه اجتماعی – سیاسی، توجه فراوان مبذول گردید به همین جهت، تأکید شد که از لحاظ حرفه ای، برای تحقق عینیت اخبار، گزارش رویدادها باید بر مبنای عناصر مهم خبر _ که معمولاً با پرسش‌های شش‌گانه که؟ کجا؟ کی؟ چه؟ چرا؟ و چگونه؟، جست وجو می‌شود_ صورت گیرد. از لحاظ اجتماعی و سیاسی نیز با تکیه بر جایگاه خاص مطبوعات و سایر وسایل ارتباط جمعی به عنوان «رکن چهارم دموکراسی»، لزوم ایفای «نقش مقابله‌جویی و پرخاشگری» در برابر دولت و انجام وظیفه «نگهبانی» روزنامه‌نگاران از مصالح جامعه در مقابل سوء سیاست‌های دولتی، خاطر نشان گردید.